# SBF 80
Le SBF 80 (pour Société des Bourses Françaises) est un indice boursier calculé et diffusé par NYSE Euronext Paris. Son code ISIN est FR0003999473, et son code mnémonique est PX8.
Lancé le 28 décembre 1990 avec une base de 1000 points, il regroupe les valeurs du SBF 120 qui ne sont pas dans le CAC 40.
À l'instar du CAC 40, cet indice est calculé en continu toutes les 30 secondes. Il est pondéré par la capitalisation flottante des valeurs le composant en appliquant un plafond de 15 %.

## Composition de l'indice
Voir les pages CAC Next 20 et CAC Mid 60.